# Сённерборг (коммуна)
Сённерборг (дат. Sønderborg Kommune) — датская коммуна в составе области Южная Дания. Площадь — 496,57 км², что составляет 1,15 % от площади Дании без Гренландии и Фарерских островов. Численность населения на 1 января 2008 года — 76 913 человек (мужчины — 38 404, женщины — 38 509).

## История
Коммуна была образована в 2007 году из следующих коммун:
- Августенборг (Augustenborg)
- Броагер (Broager)
- Гростен (Gråsten)
- Норборг (Nordborg)
- Сённерборг (Sønderborg)
- Сунневед (Sundeved)
- Сюдальс (Sydals)

## Изображения

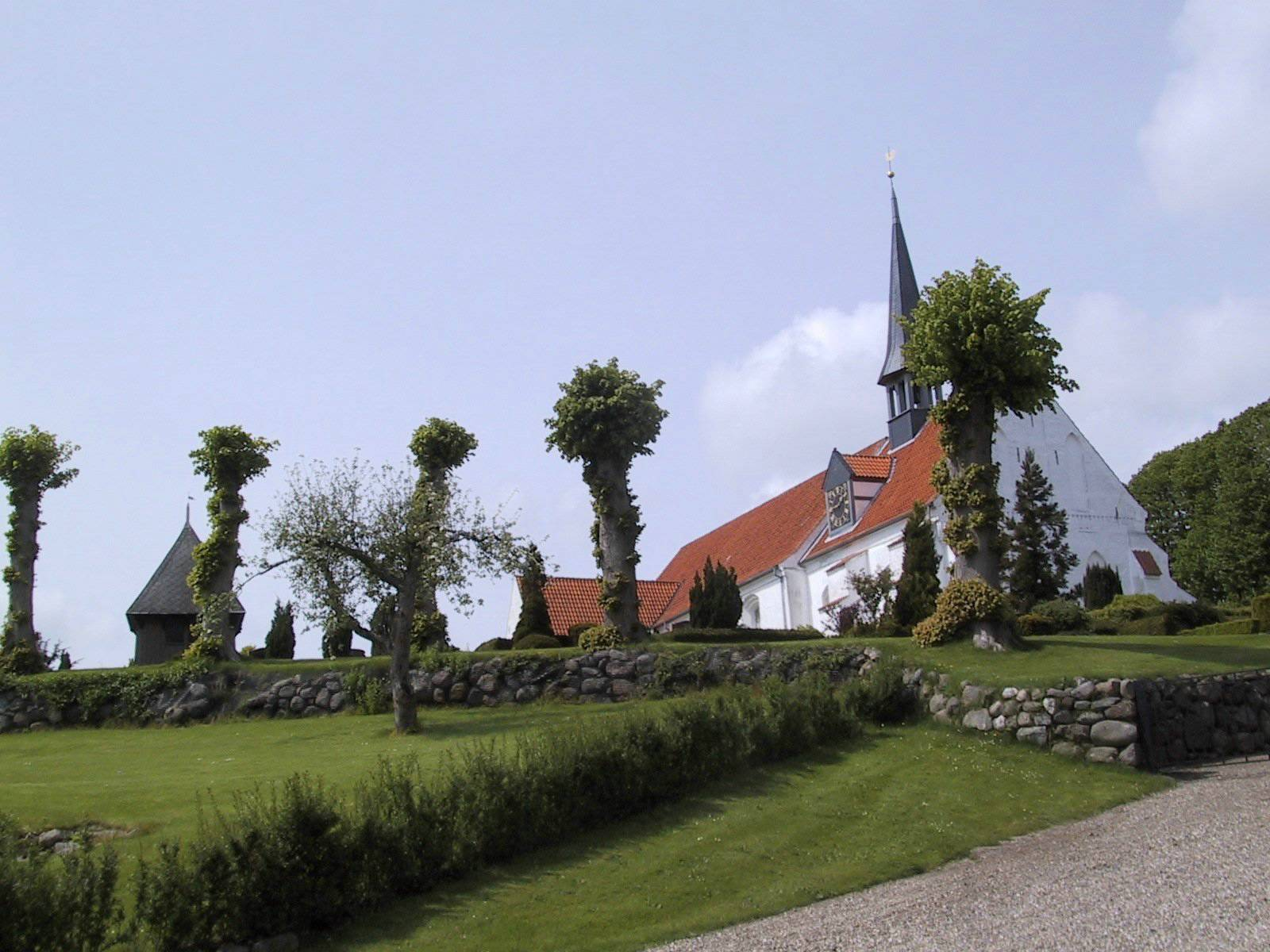
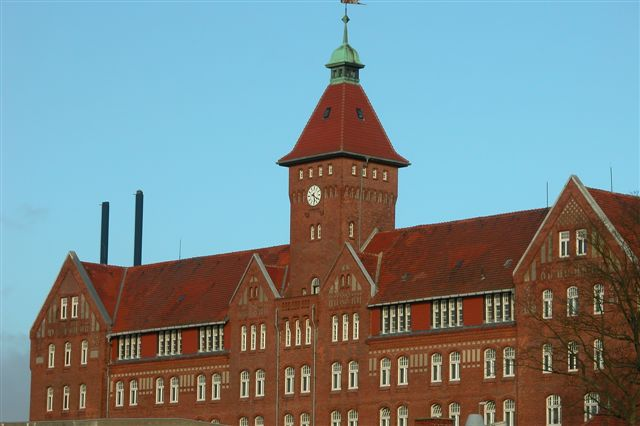
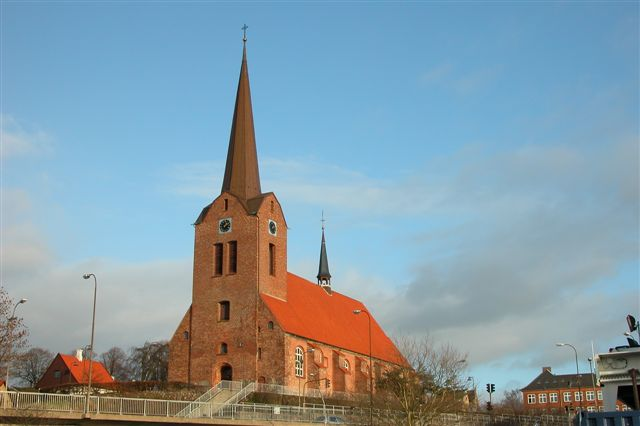
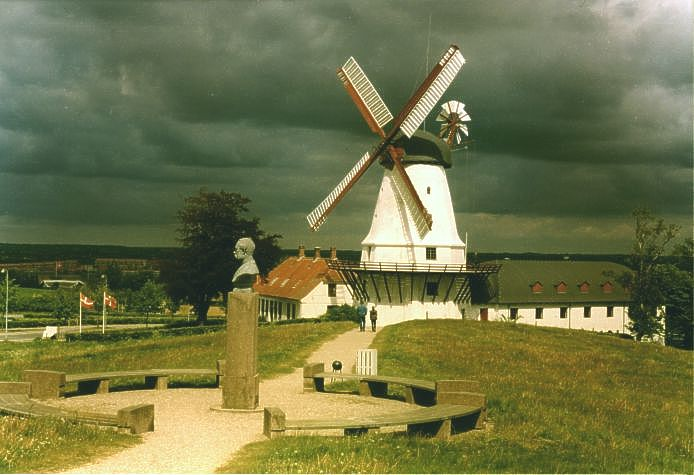
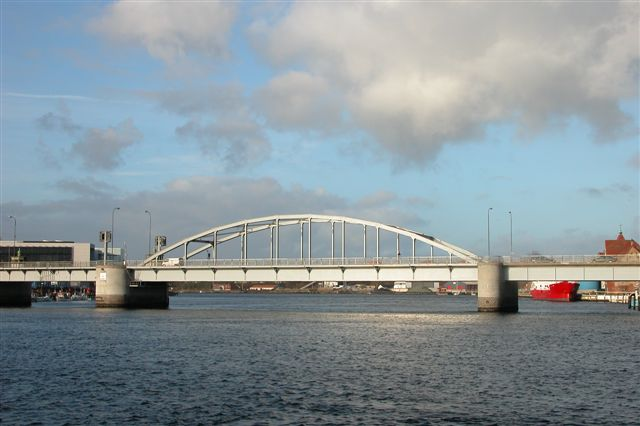

## Железнодорожные станции
- Гростен (Gråsten)
- Сённерборг (Sønderborg)

## Города-побратимы
- Баодин, Китай (23 апреля 2012)[1]
- Забже, Польша
- Сундсвалль, Швеция